# Anisakis
Anisakis – rodzaj nicieni z rodziny Anisakidae, będących kosmopolitycznymi pasożytami spotykanymi w morzach i oceanach półkuli północnej. Dorosłe osobniki pasożytują w żołądkach ssaków morskich, głównie waleni. Żywicielami pośrednimi nicieni Anisakis są ryby, u których pasożyt ten występuje w 3 stadium larwalnym, inwazyjnym dla człowieka. Spożycie ryb zawierających żywe larwy może stanowić zagrożenie dla zdrowia, ze względu na zdolność tych pasożytów do penetracji błony śluzowej przewodu pokarmowego człowieka. Skutkiem penetracji mogą być uszkodzenia ściany żołądka i jelita. Chorobę wywołaną przez nicienie z rodzaju Anisakis określono mianem anisakiozy. Opisano także przypadki wystąpienia reakcji alergicznych po spożyciu ryb zawierających larwy Anisakis, manifestujących się jako pokrzywka, obrzęk naczynioruchowy, astma, kontaktowe zapalenie skóry a nawet zagrażający życiu wstrząs anafilaktyczny.
Najpopularniejsze gatunki należące do tego rodzaju to: Anisakis simplex występujący również w Morzu Bałtyckim i Anisakis pegreffi. Są to gatunki o tzw. szerokiej specyficzności, które występują w szeregu żywicieli ostatecznych, pośrednich oraz paratenicznych. Do niedawna Anisakis simplex był uważany za gatunek kosmopolityczny. Niedawne badania oparte na technikach molekularnych wykazały, że gatunek ten dzieli się na populację atlantycką i pacyficzną, co może mieć niebagatelne znaczenie dla epidemiologii.